# سانجانا کاپور
سانجانا کاپور (به انگلیسی: Sanjana Kapoor) (زاده ۲۷ فوریه ۱۹۶۷) بازیگر هندی است.
از فیلم‌هایی که وی در آن نقش داشته است می‌توان به هیرو هیرلال، خیابان ۳۶ چورینگی و جنون اشاره کرد.